# 鮑爾德芒德 (伊利諾伊州)
鮑爾德芒德（英語：Bald Mound）是位於美國伊利諾伊州凱恩縣的一個非建制地區。該地的面積和人口皆未知。

## 地理
鮑爾德芒德的座標為41°50′46″N 88°24′23″W / 41.84611°N 88.40639°W，而該地的平均海拔高度為224米（即735英尺）。